# Zachyłek gruszkowaty

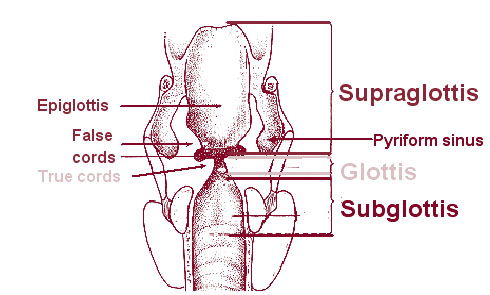
Przekrój czołowy krtani człowieka

Zachyłek gruszkowaty (łac. recessus piriformis, ang. piriform sinus) – część składowa dolnej części gardła. Leży w ścianie bocznej, przed wejściem do krtani. Jest objęta chrząstką tarczowatą. 

## Znaczenie kliniczne
Jest to miejsce gdzie najczęściej dochodzi do utknięcia jedzenia lub ciał obcych. Jeśli ten obszar zostanie kontuzjowany, np. rybią ością, może dawać wrażenie zalegania żywności w gardle.